# Need You
Need You è un brano musicale di Travie McCoy, pubblicato come secondo singolo estratto dall'album Lazarus, suo lavoro di debutto. La canzone è stata prodotta da Lucas Secon e scritta da Travie McCoy stesso, Lucas Secon, Wayne Hector e Cartsen Mortensen.

## Il video
Il video musicale prodotto per Need You è stato presentato il 20 ottobre 2010 ed è stato girato a Los Angeles. Nel video McCoy si muove per Chinatown alla ricerca della sua fidanzata.

## Classifiche
| Classifica(2010)  | Posizione più alta |
| ----------------- | ------------------ |
| Stati Uniti (pop) | 36                 |